# Partido de General Guido
Partido de General Guido är en kommun i Argentina.   Den ligger i provinsen Buenos Aires, i den sydöstra delen av landet, 240 km söder om huvudstaden Buenos Aires. Antalet invånare är 2 771.
Trakten runt Partido de General Guido består i huvudsak av gräsmarker. Runt Partido de General Guido är det mycket glesbefolkat, med 2 invånare per kvadratkilometer.